# Grundstämning
Grundstämning är ett begrepp som används för att beskriva det psykologiska eller psykiatriska tillståndet hos en patient. Neutral grundstämning är det tillstånd som kan anses finnas hos en frisk person i en normal situation. Förhöjd grundstämning finns hos den som är uppåt, eventuellt hypoman eller manisk. Sänkt grundstämning är ett vanligare tillstånd som med andra ord kan beskrivas som deppig, deprimerad, djupt deprimerad och slutligen melankolisk.